# Adam Marjam
Adam Ahmed Marjan (23 de setembro de 1957) é um ex-futebolista profissional kuwaitiano, que atuava como goleiro.

## Carreira
Adam Marjam fez parte do elenco da histórica Seleção Kuwaitiana de Futebol da Copa do Mundo de 1982. 